# SN 1995ba
SN 1995ba – supernowa typu I odkryta 20 listopada 1995 roku w galaktyce A081906+0743. Jej maksymalna jasność wynosiła 22,08m.